# Kupeia toi
Kupeia toi är en sjöborreart som beskrevs av McKnight 1974. Kupeia toi ingår i släktet Kupeia och familjen Hemiasteridae. Inga underarter finns listade i Catalogue of Life.